# Louis Cobai
Louis Cobai, (Luigi Cobai) né le 11 novembre 1885 à Monteaperta, alors commune de Platischis et actuellement commune de Taipana, région Frioul-Vénétie Julienne en Italie et mort le 22 mars 1942 à Carling (Moselle annexée) est un maître d'œuvre, soldat et héros de la Première Guerre mondiale. Sa famille a donné son nom à la bourgade homonyme borgo Cobai de la localité de Monteaperta, province d'Udine (Italie). Une rue de la ville de Mudgeeraba de la province du Queensland en Australie porte également le nom de Cobai drive dédiée à Louis Cobai par ses descendants.

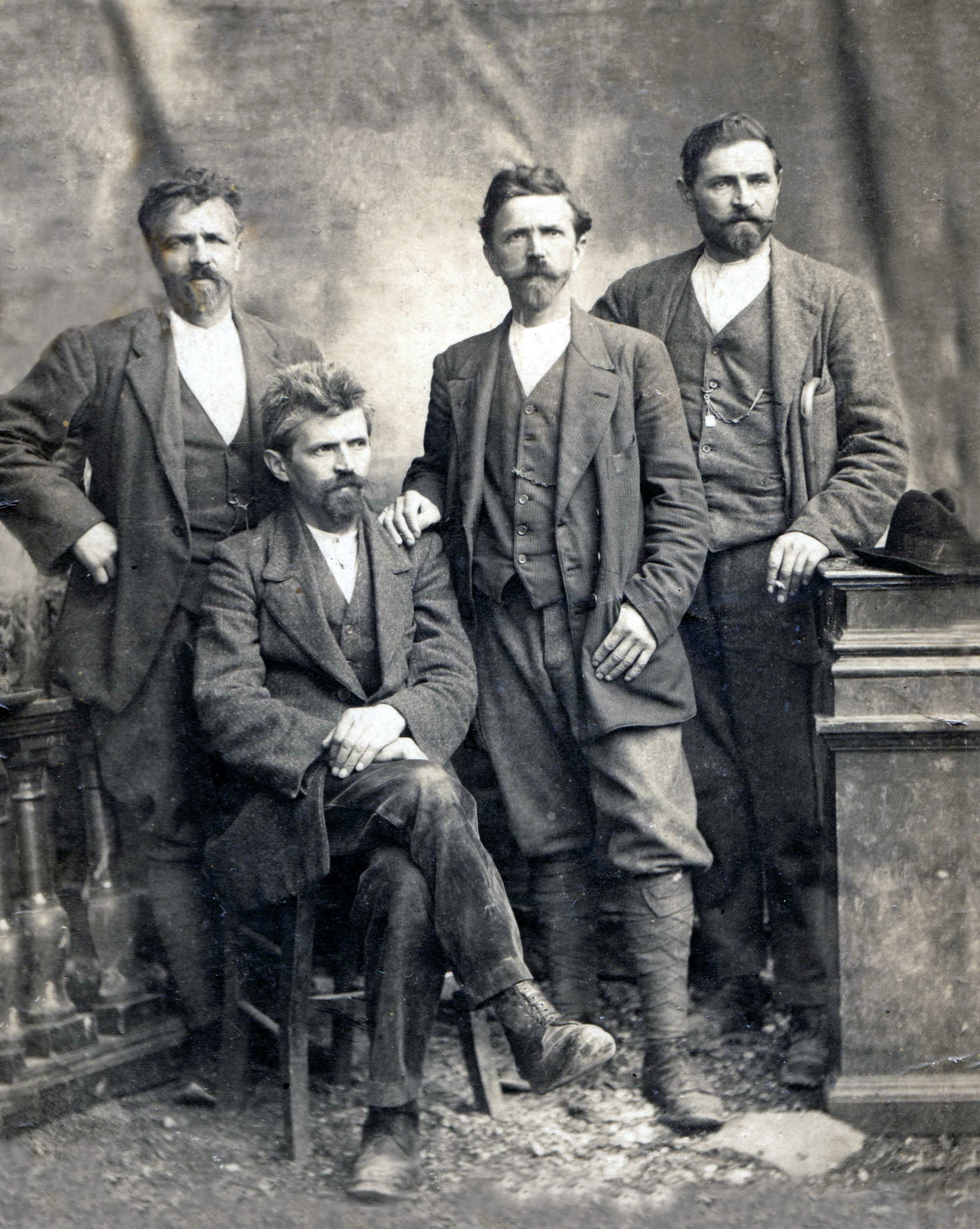
les frères Cobai (de gauche à droite) : Joseph, Jean, Jacques et Louis en 1920.

## Biographie
Louis (Luigi) Cobai est né à Monteaperta commune de la province d'Udine (Italie) le 11 novembre 1885. Il était le fils de Giovanni Cobai et de son épouse Marina Blasutto. Il étudia très tôt l'architecture et le génie civil auprès de l'ingénieur et architecte Eugenio Geiringer à Trieste, dans la ville où travaillait son oncle, au sein du consulat russe. Avec 3 de ses frères, Joseph (Giuseppe) (qui s'installa plus tard à L'Hôpital) en Moselle, Giacomo et Giovanni, il construisit de 1901 à 1905, à Monteaperta dans le quartier qui porte le nom de borgo Cobai, l'imposante villa familiale dénommée Palazzo Cobai, ainsi que la route et les ponts qui mènent du lieu-dit "Priesaca" à la bourgade de Monteaperta. Il était d'une force peu commune et mesurait 1,98 m, ce qui renforçait son charisme et l'admiration de ses concitoyens. Il participa en tant que maître d'œuvre à la construction d'un campanile dans la proche vallée de Resia (Italie). Il épousa Maria Zamolo (1888-1928) originaire de Venzone qui lui donnera 5 enfants.
Il s'installa à Carling vers 1910 et travaillait alors à Sarrebruck en Sarre pour la société de construction Michael Geimer jusqu'à la déclaration de la Première Guerre mondiale. Il perd l'un de ses fils en janvier 1915.
En 1915 il rejoint les forces alliées qui combattent aux côtés de la France en intégrant les troupes des Alpins (en italien : les Alpini) qui sont les troupes de l'armée italienne spécialisées pour le combat en zone montagneuse et composées de différentes brigades. Il fut affecté à une brigade du Génie Alpin et luttera pendant trois années dans les Alpes en s'opposant aux troupes de montagne allemandes et autrichiennes. Durant les hostilités, il servira également d'interprète à Merano. Héros de la Première Guerre mondiale il abattit un avion avec son fusil et la médaille militaire lui fut décernée.
Après la Première Guerre mondiale, il rejoint sa famille à Monteaperta et part avec sa famille pour la France. Il participa à la reconstruction des villes du Nord dévastées, plus particulièrement dans la région de Cambrai ainsi qu'à la construction de l'église de Seppois-le-Bas (Haut-Rhin). Il perd son épouse à Altkirch (Haut-Rhin) le 4 avril 1928 avant de revenir s'installer en Moselle où il travailla auprès de l'entreprise en construction de l'un de ses fils Igino (Gino) Cobai (né le 26 mai 1909 et décédé en 1952), située rue de Diesen à Carling.

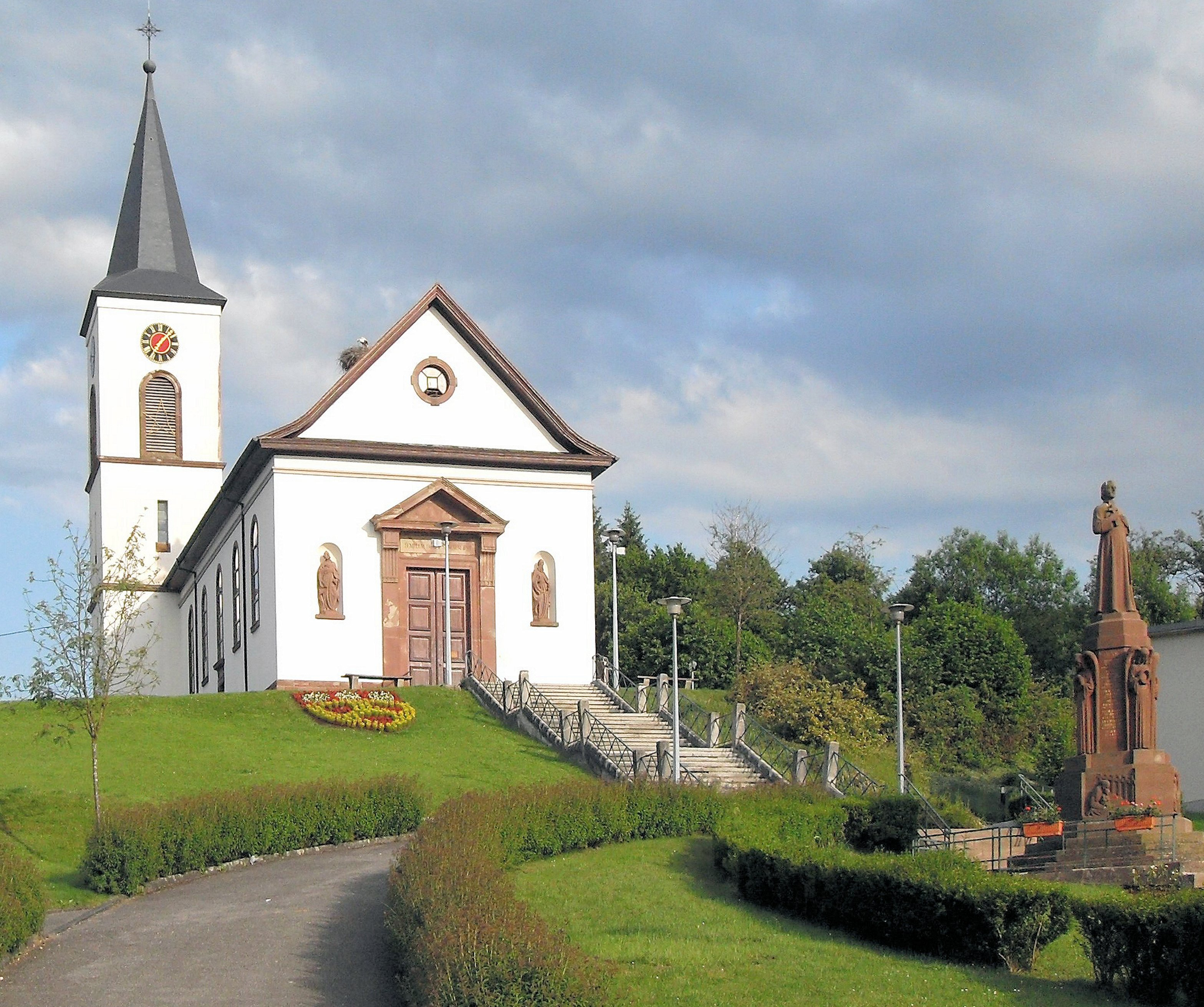
église de Seppois-le-Bas

Lors de la Seconde Guerre mondiale, il servit bénévolement de cuisinier militaire dans l'ancien restaurant Kirchmann de Carling (rue Principale) qui était réquisitionné, aux soldats français du Groupe-Franc du Secteur Fortifié de Faulquemont et de Carling-L'Hôpital en poste à Carling en 1939 et commandé par le capitaine Vernhes. Avec son fils René Cobai, il fut l'un des derniers habitants à quitter Carling en camion à chaînes et fut évacué à Chambon-Feugerolles. De retour à Carling en 1941, il y décéda le 22 mars 1942 et est inhumé au cimetière de la paroisse catholique de la commune.
Son fils René Cobai (1921-2006), soldat italien d'artillerie de montagne des troupes antifascistes du maréchal Pietro Badoglio sera fait prisonnier à Dresde et survivra aux terribles bombardements de cette ville. Il sera libéré par les Russes en 1945. Lors de sa captivité à Dresde, René Cobai fera connaissance avec l'actrice Marika Rökk (1913-2004) qui aidait discrètement les prisonniers à survivre en leur apportant à manger. Un autre de ses fils, Igino (Gino) Cobai (1909-1952), entrepreneur à Carling, restaura après les conflits la statue de Jeanne d'Arc du monument aux morts de la ville, qui avait été démontée par l'occupant et cachée par les Carlingeois à côté de l'église Saint-Gérard de Majella.
L'un de ses petits-fils, Lucien Pascolo, né à L'Hôpital le 22/02/1932 et décédé le 08/11/2014 à Saint-Avold, fils de Benjamin et d'Alice Pascolo née Cobai (1910-1999), est un ancien combattant.

## Bibliographie

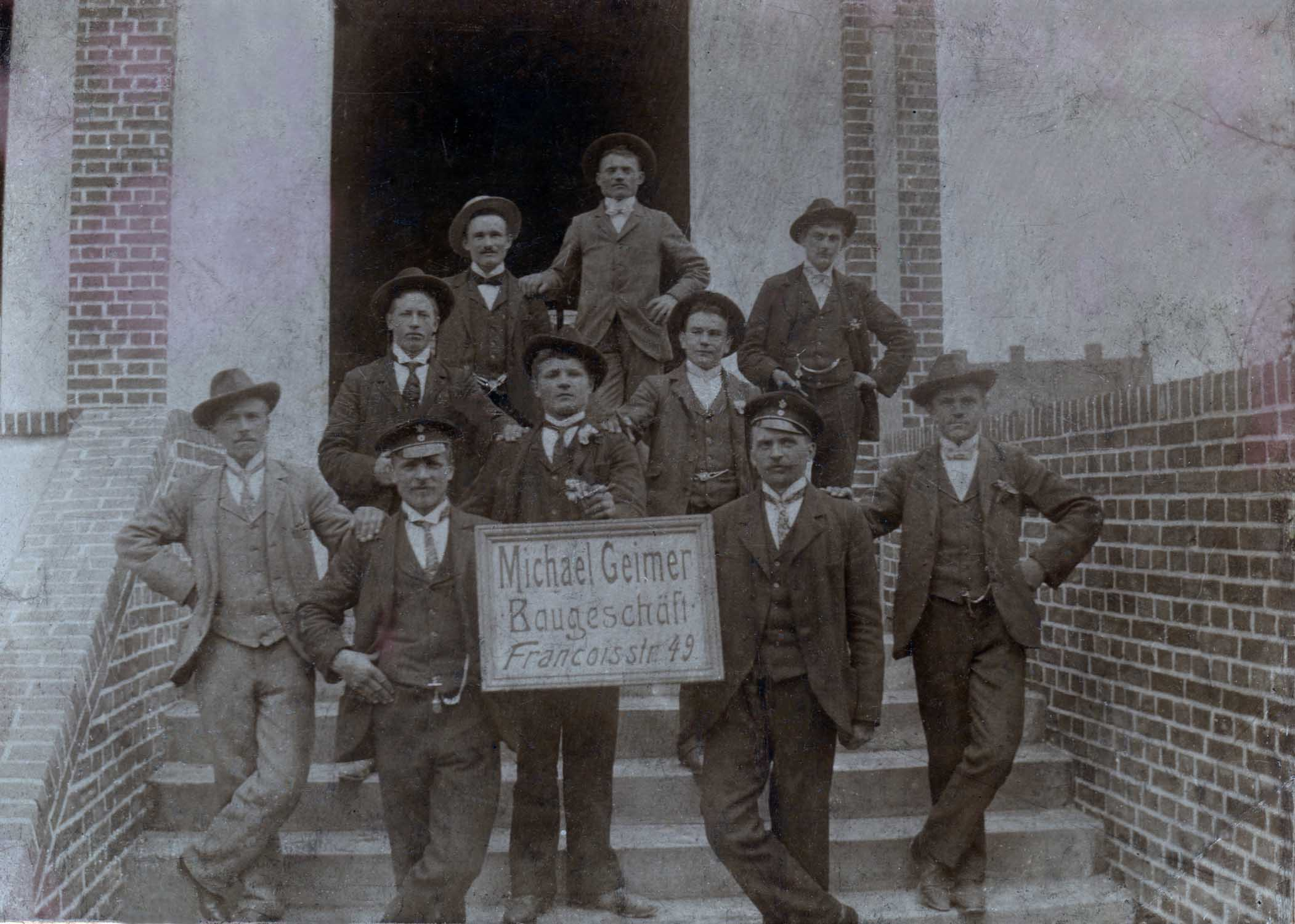
Louis Cobai (au centre) entouré de frères, de ses cousins et de ses collaborateurs à Sarrebruck en 1910.

## Œuvres et réalisations principales

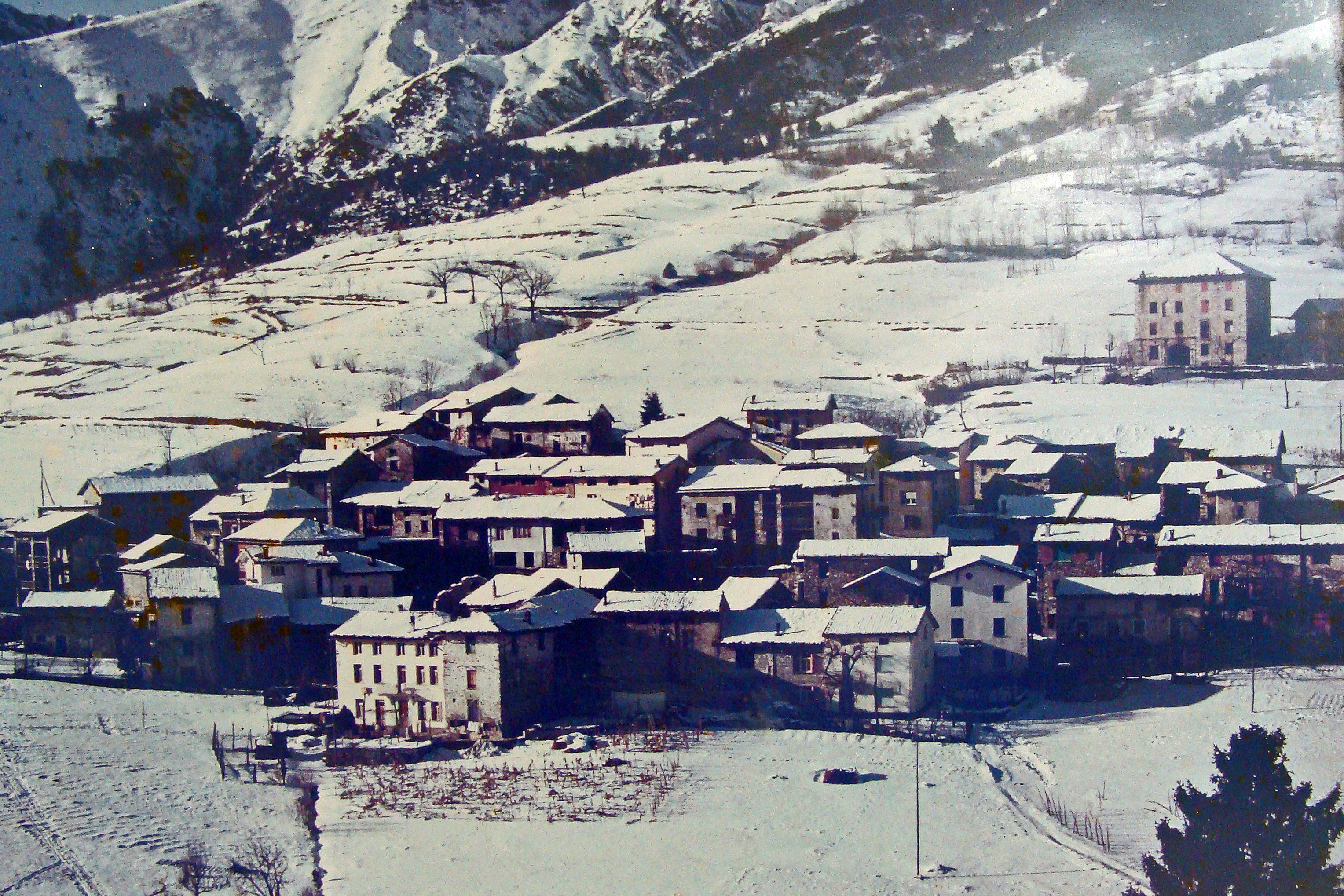
Monteaperta et le palazzo Cobai

- Il fut l'auteur de différentes peintures votives : l'une, datée de 1905 est conservée à l'entrée du cloître du sanctuaire de la Madone des Grâces d'Udine et une autre datée de 1902 qui se trouvait à l'origine dans l'église alpestre de la Sainte-Trinité de Monteaperta, est actuellement conservée dans l'église paroissiale Saint-Michel et Saint-Laurent de la bourgade.
- Planification et construction de la route alpine et des différents ouvrages d'art (ponts...) qui conduisent du lieu-dit "Priesaca" (intersection des routes de Lusevera et de Villanova-delle-Grotte) à la bourgade de Monteaperta, commune de Taipana province d'Udine (Italie).
- Louis Cobai était l'un des maîtres d'œuvre de la construction du campanile de la vallée de Resia, province d'Udine (Italie).
- L'imposante villa familiale dénommée Palazzo Cobai que Louis Cobai avait construite à Monteaperta dans la bourgade homonyme du borgo Cobai/borgo Kobaj province d'Udine (Italie) de 1901 à 1905 avec ses 3 frères Joseph, Giacomo et Giovanni a été détruite par les deux séismes majeurs qui ont touché la région Frioul-Vénétie Julienne en 1976. Il en subsiste la pierre du frontispice (1901) et quelques éléments sculptés par Louis Cobai.
- Louis Cobai était l'un des maîtres d'œuvre de la construction de l'église de Seppois-le-Bas (Haut-Rhin) dans le Sundgau en Alsace qui avait été détruite en 1916.